# Green chip dionice
Green chip dionice („Zelene dionice“), naziv je za dionice tvrtki koje se bave djelatnošću koja nema negativan utjecaj na okoliš, a prvi ga je 2004. godine upotrijebio Jeff Siegel. Termin aludira na Blue chip dionice, također jedan od specifičnih naziva iz stručne terminologije vezane za tržišta vrijednosnih papira.
Djelatnosti kojima se ovakve tvrtke bave su proizvodnja električne i toplinske energije iz:
- solarne energije,
- energije vode,
- energije vjetra,
- geotermalne energije,
- otpada;

te: 
- proizvodnja motora na električno-hibirdni pogon,
- proizvodnja organskog voća i povrća te bavljenje industrijom zdrave prehrane,
- provođenje proscesa smanjivanja emisije ugljičnog dioksida,
- provođenje procesa štednje električne i toplinske energije.

Primjeri dioničkih društava iz Hrvatske čije bi dionice mogli klasificirati kao green chip dionice su Jamnica d.d. (proizvodnja i točenje linije proizvoda sokova, prirodne izvorske vode, voda s različitim okusima te mineralne vode) i Končar Elektroindustrija d.d. – odsjek za proizvodnju električnih vozila.